# Eilema lepta
Eilema lepta är en fjärilsart som beskrevs av Alfred Ernest Wileman och West 1928. Eilema lepta ingår i släktet Eilema och familjen björnspinnare. Inga underarter finns listade i Catalogue of Life.